# Chokchu
Chokchu (en carélien : Šokš, en finnois : Šokšu, en russe : Шокша, Šokša) est une municipalité rurale du raïon des rives de l'Onega en république de Carélie.

## Géographie
La municipalité de Chokchu est située en bordure du lac Onega à 65 kilomètres au sud-est de Petroskoi.
Chokchu est bordée au nord par le lac Onega, à l'est Soutjärvi, à l'ouest par Latva et Puujoki, au sud par le raïon de Podporojie dans l'oblast de Léningrad.

## Démographie
Recensements (*) ou estimations de la population
| 2009 | 2010 | 2013 | - |
| ---- | ---- | ---- | - |
| 167  | 167  | 168  | - |